# Ngọc Ma

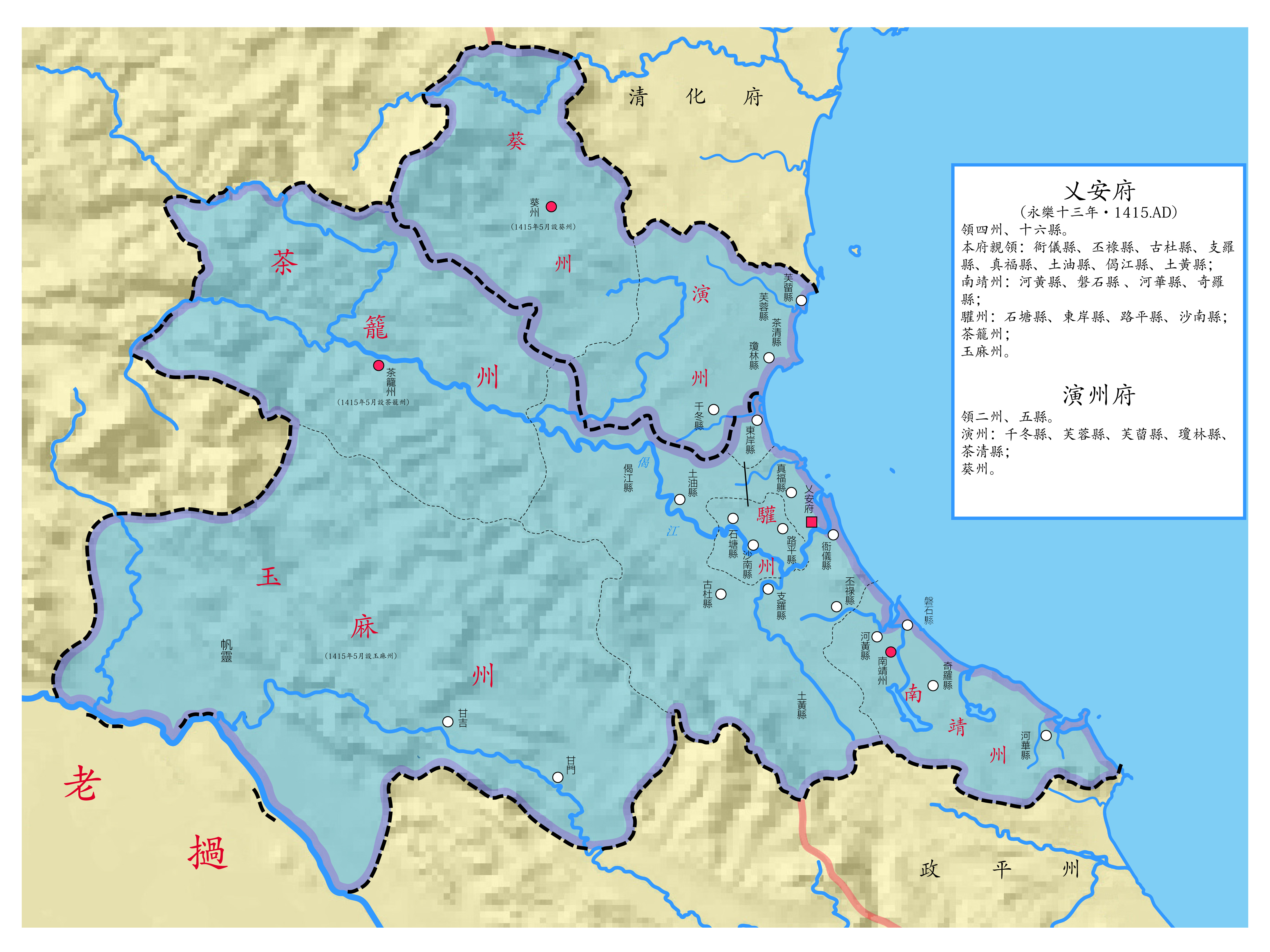
Vị trí châu Ngọc Ma trong phủ Nghệ An thời thuộc Minh (k. 1415)

Phủ Ngọc Ma là một phủ cũ của xứ Nghệ, tiền thân của tỉnh Nghệ An, trong các triều đại phong kiến Việt Nam từ nhà Hậu Lê đến đầu thời nhà Nguyễn. Nay thuộc tỉnh Bôlikhamxai của Lào. 

## Lịch sử
Lần đầu tiên cái tên Ngọc Ma xuất hiện là vào thời thuộc Minh (1407–1427), khi đó là một châu (châu Ngọc Ma) cùng với châu Trà Lân tách ra từ Mật Châu của phủ lộ Nghệ An thời nhà Trần. Cùng đợt chia tách thay đổi hành chính thời thuộc Minh với hai châu Ngọc Ma và Trà Lung còn có việc lập mới châu Quỳ (Quỳ Châu thuộc phủ Diễn Châu) từ châu Diễn thuộc trấn Vọng Giang nhà Trần (phía bắc Nghệ An), năm Vĩnh Lạc thứ 13 (1414). Nguyên đất Mật Châu (tức Kiềm Châu còn gọi là Mường Một hay Mường Mộc, Muong Mok) vốn là đất Bồn Man đã nhập vào lãnh thổ Đại Việt sau cuộc tây chinh của thượng hoàng Trần Minh Tông (năm 1335–1336). Phía tây nam Mật Châu vẫn là đất Bồn Man, kể cả phía tây thượng lưu các sông Ngàn Phố và sông Ngàn Sâu (châu Quy Hợp phủ Lâm An, tức phía tây Hà Tĩnh) cũng vốn là đất Bồn Man. Nhưng đến khi nhà Minh đặt châu Ngọc Ma thì đất Mật châu đã thuộc Đại Việt từ trước. Phần còn lại của Mật Châu sau là đất huyện Mộc thuộc phủ Trấn Ninh nhà Nguyễn, nay là khoảng huyện Morkmay tỉnh Xiengkhuang của Lào.
Theo Phan Huy Chú thì phủ Ngọc Ma (phía nam Nghệ An) cùng phủ Quỳ Châu (phía bắc Nghệ An) ở phía tây trấn Nghệ An, nối liền với xứ Ai Lao. Năm 1827, phủ Ngọc Ma được đổi thành phủ Trấn Định và gộp thêm các châu Cam Môn, Cam Cát, Cam Linh. Nguyễn Văn Siêu cũng viết về sự kiện nhập 3 châu này vào phủ Ngọc Ma năm 1827, chỉ khác là Cam Linh thì ông gọi là Phàm Linh (Ngày nay Cam Môn thuộc đất tỉnh Khăm Muộn Lào, Cam Cát tức Khamkheuth tỉnh Bô Ly Khăm Xay Lào, Phàm Linh nay là khoảng vùng Pakkading tỉnh Bô Ly Khăm Xay, Lào).
Theo Đào Duy Anh, phủ Ngọc Ma gồm chỉ 01 châu Trịnh Cao với 12 động (bản làng). Thời vua Gia Long (năm 1802) cắt trả phủ Ngọc Ma về cho nước Vạn Tượng (tức vương quốc Viêng Chăn). Sau đó đến năm Minh Mạng thứ 8 (1827) nước Vạn Tượng của Anouvong bị nước Xiêm La chiếm, châu Trịnh Cao phủ Ngọc Ma trở về với Đại Nam. Đồng thời các huyện Cam Môn, Cam Cát, Cam Linh (tức Phàm Linh, theo Nguyễn Văn Siêu) cũng theo về Đại Nam, Minh Mạng cho gộp vào phủ Ngọc Ma. Năm 1828, Minh Mạng cho đổi phủ Ngọc Ma thành phủ Trấn Định gồm cả châu Trịnh Cao và 3 huyện Cam Môn, Cam Cát, Cam Linh. Châu Trịnh Cao nay không rõ vị trí ở đâu nhưng có lẽ là khoảng huyện Vieng Thong tỉnh Bô Ly Khăm Xay, là huyện nằm giữa các huyện Khamkeuth, Pakkading, Morkmay của Lào và hai huyện Tương Dương, Con Cuông của Việt Nam.